# Лофельден
Лофельден (нім. Lohfelden) — сільська громада в Німеччині, знаходиться в землі Гессен. Підпорядковується адміністративному округу Кассель. Входить до складу району Кассель.
Площа — 16,57 км2. Населення становить 14 219 ос. (станом на 31 грудня 2020).